# 英國SOS兒童村
英國SOS兒童村（英語：SOS Children's Villages UK）是一個總部位於英國劍橋郡的兒童慈善組織，是SOS兒童村的分支機構。
2011年，英國SOS兒童村成立了名為“Our Africa”（我們的非洲）的網站，該網站後贏得世界一家媒體獎。

## 外部連結
- SOS Children UK website
- World Orphan Week: "flagship fundraising week" （页面存档备份，存于）